# Alexander Bah
Alexander Hartmann Bah (Årslev, 9 dicembre 1997) è un calciatore danese, difensore o centrocampista del Benfica e della nazionale danese.

## Caratteristiche tecniche
È un esterno destro che all'evenienza può ricoprire il ruolo di terzino destro, dotato di un fisico longilineo di un'ottima velocità in fase di progressione e spinta.
Si contraddistingue inoltre per l'ottimo dribbling e la buona abilità di saltare l'uomo.

## Carriera

### Club
Cresciuto nel settore giovanile del Næsby, ha iniziato la carriera professionistica con il HB Køge con cui ha debuttato il 14 agosto 2016 disputando l'incontro di 1. Division perso 2-1 contro il Fredericia.
Il 7 agosto 2018 si è trasferito al SønderjyskE.
Il 5 gennaio 2021 viene acquistato dallo Slavia Praga; nel 2022 è passato al Benfica, nella prima divisione portoghese.

### Nazionale
Ha giocato nelle nazionali giovanili danesi Under-20 ed Under-21.
L'11 novembre 2020 ha debuttato in nazionale maggiore nel successo per 2-0 contro la Svezia in amichevole, in cui ha pure segnato un gol.

## Statistiche
Statistiche aggiornate al 5 dicembre 2024

### Presenze e reti nei club
| Stagione            | Squadra             | Campionato          | Campionato | Campionato | Coppe nazionali | Coppe nazionali | Coppe nazionali | Coppe continentali | Coppe continentali | Coppe continentali | Altre coppe | Altre coppe | Altre coppe | Totale | Totale | Totale |
| Stagione            | Squadra             | Comp                | Pres       | Reti       | Comp            | Pres            | Reti            | Comp               | Pres               | Reti               | Comp        | Pres        | Reti        | Pres   | Reti   |        |
| ------------------- | ------------------- | ------------------- | ---------- | ---------- | --------------- | --------------- | --------------- | ------------------ | ------------------ | ------------------ | ----------- | ----------- | ----------- | ------ | ------ | ------ |
| 2016-2017           | HB Køge             | 1D                  | 27         | 4          | CD              | 1               | 0               |                    | -                  | -                  |             | -           | -           | 28     | 4      |        |
| 2017-2018           | HB Køge             | 1D                  | 30         | 3          | CD              | 1               | 0               |                    | -                  | -                  |             | -           | -           | 31     | 3      |        |
| ago. 2018           | HB Køge             | 1D                  | 2          | 1          | CD              | 1               | 1               |                    | -                  | -                  |             | -           | -           | 2      | 1      |        |
| Totale HB Køge      | Totale HB Køge      | Totale HB Køge      | 59         | 8          |                 | 3               | 0               |                    | -                  | -                  |             | -           | -           | 61     | 8      |        |
| 2018-2019           | SønderjyskE         | SL                  | 23         | 2          | CD              | 2               | 1               |                    | -                  | -                  |             | -           | -           | 24     | 2      |        |
| 2019-2020           | SønderjyskE         | SL                  | 29         | 1          | CD              | 5               | 0               |                    | -                  | -                  |             | -           | -           | 34     | 1      |        |
| gen.2021            | SønderjyskE         | SL                  | 12         | 4          | CD              | 0               | 0               | UEL                | 1                  | 0                  |             | -           | -           | 13     | 4      |        |
| Totale Sønderjysk   | Totale Sønderjysk   | Totale Sønderjysk   | 64         | 7          |                 | 7               | 1               |                    | 1                  | 0                  |             | -           | -           | 72     | 8      |        |
| gen.-giu.2021       | Slavia Praga        | 1L                  | 17         | 1          | MC              | 3               | 0               | UEL                | 6                  | 0                  |             | -           | -           | 26     | 1      |        |
| 2021-2022           | Slavia Praga        | 1L                  | 26         | 3          | MC              | 1               | 0               | UCL+UEL+UECL       | 2+2+8              | 0+1+1              |             | -           | -           | 39     | 4      |        |
| Totale Slavia Praga | Totale Slavia Praga | Totale Slavia Praga | 43         | 4          |                 | 4               | 0               |                    | 18                 | 1                  |             | -           | -           | 65     | 5      |        |
| 2022-2023           | Benfica             | PL                  | 28         | 1          | CP+CdL          | 3+1             | 0+0             | UCL                | 10                 | 0                  | -           | -           | -           | 42     | 1      |        |
| 2023-2024           | Benfica             | PL                  | 19         | 2          | CP+CdL          | 3+0             | 0+0             | UCL+UEL            | 3+6                | 0+0                | SP          | 1           | 0           | 32     | 2      |        |
| 2024-2025           | Benfica             | PL                  | 11         | 0          | CP+CdL          | 1+1             | 0+0             | UCL                | 5                  | 1                  |             | -           | -           | 18     | 1      |        |
| Totale Benfica      | Totale Benfica      | Totale Benfica      | 58         | 3          |                 | 9               | 0               |                    | 24                 | 1                  |             | 1           | 0           | 92     | 4      |        |
| Totale carriera     | Totale carriera     | Totale carriera     | 224        | 22         |                 | 23              | 2               |                    | 43                 | 2                  |             | 1           | 0           | 289    | 25     |        |

### Cronologia presenze e reti in nazionale
| Cronologia completa delle presenze e delle reti in nazionale ― Danimarca | Cronologia completa delle presenze e delle reti in nazionale ― Danimarca | Cronologia completa delle presenze e delle reti in nazionale ― Danimarca | Cronologia completa delle presenze e delle reti in nazionale ― Danimarca | Cronologia completa delle presenze e delle reti in nazionale ― Danimarca | Cronologia completa delle presenze e delle reti in nazionale ― Danimarca | Cronologia completa delle presenze e delle reti in nazionale ― Danimarca | Cronologia completa delle presenze e delle reti in nazionale ― Danimarca |
| Data                                                                     | Città                                                                    | In casa                                                                  | Risultato                                                                | Ospiti                                                                   | Competizione                                                             | Reti                                                                     | Note                                                                     |
| ------------------------------------------------------------------------ | ------------------------------------------------------------------------ | ------------------------------------------------------------------------ | ------------------------------------------------------------------------ | ------------------------------------------------------------------------ | ------------------------------------------------------------------------ | ------------------------------------------------------------------------ | ------------------------------------------------------------------------ |
| 11-11-2020                                                               | Brøndby                                                                  | Danimarca                                                                | 2 – 0                                                                    | Svezia                                                                   | Amichevole                                                               | 1                                                                        |                                                                          |
| 15-11-2021                                                               | Glasgow                                                                  | Scozia                                                                   | 2 – 0                                                                    | Danimarca                                                                | Qual. Mondiali 2022                                                      | -                                                                        | 81’                                                                      |
| 26-3-2022                                                                | Amsterdam                                                                | Paesi Bassi                                                              | 4 – 2                                                                    | Danimarca                                                                | Amichevole                                                               | -                                                                        | 46’                                                                      |
| 25-9-2022                                                                | Copenaghen                                                               | Danimarca                                                                | 2 – 0                                                                    | Francia                                                                  | UEFA Nations League 2022-2023 - 1º turno                                 | -                                                                        | 90+1’                                                                    |
| 26-11-2022                                                               | Doha                                                                     | Francia                                                                  | 2 – 1                                                                    | Danimarca                                                                | Mondiali 2022 - 1º turno                                                 | -                                                                        | 90+2’                                                                    |
| 30-11-2022                                                               | Al Wakrah                                                                | Australia                                                                | 1 – 0                                                                    | Danimarca                                                                | Mondiali 2022 - 1º turno                                                 | -                                                                        | 46’                                                                      |
| 23-3-2023                                                                | Copenaghen                                                               | Danimarca                                                                | 3 – 1                                                                    | Finlandia                                                                | Qual. Euro 2024                                                          | -                                                                        |                                                                          |
| 26-3-2023                                                                | Astana                                                                   | Kazakistan                                                               | 3 – 2                                                                    | Danimarca                                                                | Qual. Euro 2024                                                          | -                                                                        | 65’                                                                      |
| 19-6-2023                                                                | Lubiana                                                                  | Slovenia                                                                 | 1 – 1                                                                    | Danimarca                                                                | Qual. Euro 2024                                                          | -                                                                        |                                                                          |
| 5-6-2024                                                                 | Copenaghen                                                               | Danimarca                                                                | 2 – 1                                                                    | Svezia                                                                   | Amichevole                                                               | -                                                                        | 61’                                                                      |
| 8-6-2024                                                                 | Brøndbyvester                                                            | Danimarca                                                                | 3 – 1                                                                    | Norvegia                                                                 | Amichevole                                                               | -                                                                        | 63’                                                                      |
| 16-6-2024                                                                | Stoccarda                                                                | Slovenia                                                                 | 1 – 1                                                                    | Danimarca                                                                | Euro 2024 - 1º turno                                                     | -                                                                        |                                                                          |
| 20-6-2024                                                                | Francoforte sul Meno                                                     | Danimarca                                                                | 1 – 1                                                                    | Inghilterra                                                              | Euro 2024 - 1º turno                                                     | -                                                                        | 57’                                                                      |
| 25-6-2024                                                                | Monaco di Baviera                                                        | Danimarca                                                                | 0 – 0                                                                    | Serbia                                                                   | Euro 2024 - 1º turno                                                     | -                                                                        | 77’                                                                      |
| 29-6-2024                                                                | Dortmund                                                                 | Germania                                                                 | 2 – 0                                                                    | Danimarca                                                                | Euro 2024 - Ottavi di finale                                             | -                                                                        | 81’                                                                      |
| 5-9-2024                                                                 | Copenaghen                                                               | Danimarca                                                                | 2 – 0                                                                    | Svizzera                                                                 | UEFA Nations League 2024-2025 - 1º turno                                 | -                                                                        |                                                                          |
| 8-9-2024                                                                 | Copenaghen                                                               | Danimarca                                                                | 2 – 0                                                                    | Serbia                                                                   | UEFA Nations League 2024-2025 - 1º turno                                 | -                                                                        |                                                                          |
| 12-10-2024                                                               | Murcia                                                                   | Spagna                                                                   | 1 – 0                                                                    | Danimarca                                                                | UEFA Nations League 2024-2025 - 1º turno                                 | -                                                                        | 88’                                                                      |
| 15-10-2024                                                               | San Gallo                                                                | Svizzera                                                                 | 2 – 2                                                                    | Danimarca                                                                | UEFA Nations League 2024-2025 - 1º turno                                 | -                                                                        |                                                                          |
| 15-11-2024                                                               | Copenaghen                                                               | Danimarca                                                                | 1 – 2                                                                    | Spagna                                                                   | UEFA Nations League 2024-2025 - 1º turno                                 | -                                                                        |                                                                          |
| Totale                                                                   |                                                                          | Presenze                                                                 | 20                                                                       |                                                                          | Reti                                                                     | 1                                                                        |                                                                          |

## Palmarès

### Club

#### Competizioni nazionali
- Coppa di Danimarca: 1

SønderjyskE: 2019-2020
- Campionato ceco: 1

Slavia Praga: 2020-2021
- Coppa della Repubblica Ceca: 1

Slavia Praga: 2020-2021
- Campionato portoghese: 1

Benfica: 2022-2023
- Supercoppa di Portogallo: 2

Benfica: 2023, 2025
- Coppa di Lega portoghese: 1

Benfica: 2024-2025